# مدقق نحوي

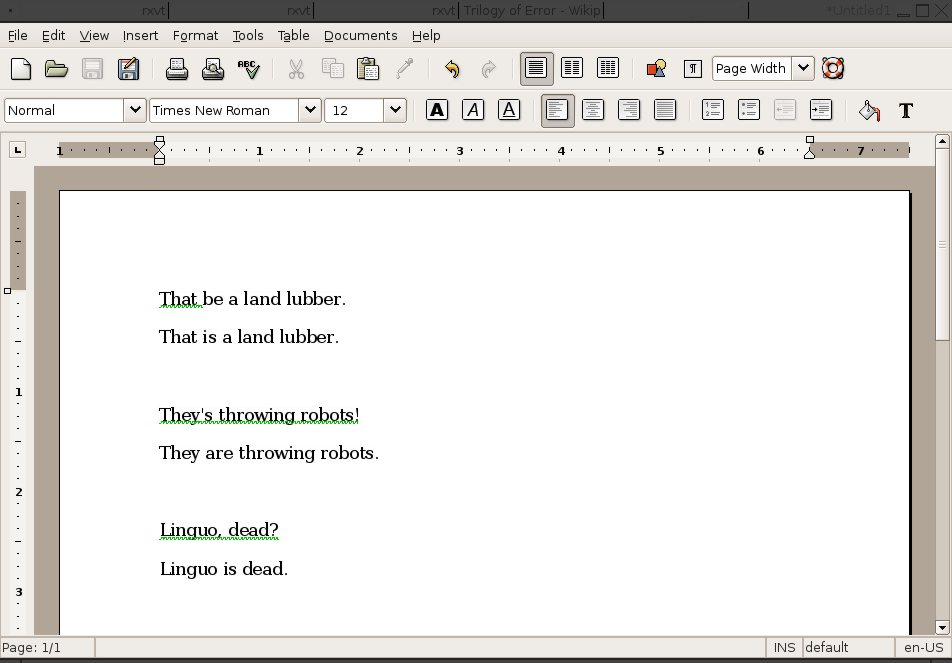
أبي ورد يدقق قواعد اللغة الإنجليزية باستخدام Link Grammar

المدقق النحوي بمصطلحات الحوسبة، هو برنامج أو جزء من برنامج يحاول التحققَ من الصحة النحوية للنص. المدقق النحوي غالباً ما يضاف كخاصية في برنامجٍ أكبرَ، مثل معالجات النصوص، ولكن هناك أيضاً تطبيقات مستقلة يمكن تفعيلها من خلال البرامج التي تعمل مع النصوص القابلة للتحرير.
تطبيق التدقيق النحوي يقوم باستخدام معالجة اللغات الطبيعية.

## التاريخ
أول «مدقق نحوي» كان يتمثل ببساطة في تلك البرامج التي تتحقق من علامات الترقيم والتناقضات في التنسيق بدلاً من إيجاد أخطاء نحوية فعلية. الأول كان يسمى نظامَ منضدة الكاتب (Writers workbench)، وكان يتمثل بمجموعة من أدوات الكتابة المضمنة مع نظام Unix وتعود للسبعينات. حقيبة النظام كانت تشمل حزمةً منفصلةً من عدة أدوات للتحقق من مشاكل الكتابة المختلفة. أداةُ الإسلوب كانت تتحقق من الألفاظ المبتذلة، أو إساءة استخدام العبارات في النص. الأداة تقوم بإخراج قائمة من العبارات المشتبه بها، وتقديم اقتراحات لتحسين الكتابة. أما أداة التنسيق (Style) فكانت تحلل تنسيق كتابة نص معين. وقد كانت تقوم بعدد مِنَ اختبارات القراءة على النص وإخراج نتائجها، وتعطي بعض المعلومات الإحصائية عن جمل النص.
أما شركة آسبن للبرامجيات (Aspen) من ألباكركي، فقد ظهر إصدارها الأقدم من مدقق الأسلوب والتنسيق للحاسبات الشخصية، غراماتيك Grammatik, في عام 1981. غراماتك كان متاحاً لأول مرة لـراديو شاك - TRS-80، ولاحقاً كان له إصدارات لكل من CP/M و IBM PC. شركة ريفيرينس للبرامجيات الكائنة في سان فرانسيسكو، اشترت غراماتيك في عام 1985. واستمر تطويره، وأصبح مدققاً نحوياً فعلياً يمكنه الكشف عن أخطاء الكتابة والأخطاء التي تتجاوز أسلوب تدقيق التنسيق البسيط.
برامج مبكرة أخرى للأسلوب والتنسيق ضمت أدوات للتنقيط، التنسيق، تصحيح القواعد. بينما بدأت الأشكال الأولية من هذه البرامجيات كمدققات بسيطة للتنسيق وعلامات التنقيط، وجميعها أضافت درجاتٍ مختلفةً من المعالجة اللغوية، وطورت مستوى معيناً من قدرات التدقيق القواعدي الصحيح.
حتى عامِ 1992، المدققاتُ اللغوية بيعت ضمن برامج. لا يزال هناك عدد كبير من مختلف برامج معالجة النصوص المتاحة في وقتها، مع WordPerfect وMicrosoft Word مثلاً وهما أعلى برنامجين من حيث الأسهمُ عندئذ. في عام 1992، مايكروسوفت قررت أن تضيف التدقيق النحوي كإضافة لبرنامج وورد والإضافة مرخصة من كوريكت تيكست CorrecText ، أما المدقق النحوي هوتون ميفلين الذي لم يكن قد تم تسويقه كمنتج مستقل. ووردبرفكت ردت على تحرك مايكروسوفت باقتنائه من شركة ريفيرينس للبرامجيات، وهو السليل المباشر لغراماتيك Grammatik والذي لا يزال مدرجاً مع برنامج وورد بيرفيكت.
هناك البرامجيات الحرة و مفتوحة المصدر للتدقيق النحوي مثل أدوات اللغة التي يمكن استخدامها من ويكيميديا مختبرات على مقالات ويكيبيديا.

## المسائل التقنية
أقدم برامج فحص نمط الكتابة كانت تفحص الكلماتِ المبتذلة، النمطية، أو إساءة استعمال العبارات في النص. وكانت هذه العملية قائمة على مطابقة أنماط بسيطة. قلب البرنامج كان قائمة من عدة مئات أو آلاف من العبارات التي تعتبر كتابة ضعيفة من قبل العديد من الخبراء. قائمة العبارات المشتبه بها تضمنت عبارات بديلة لكل عبارة. برنامج التحقق كان ببساطة يقوم بتفكيك النص إلى جمل، ويتحقق أي منها يتطابق مع عبارة في قاموسه، وكان يؤشر العبارات المشتبه بها ويظهر العبارات البديلة. هذه البرامج يمكن أن تقوم أيضا ببعض التدقيقات الميكانيكية. على سبيل المثال، فإنها عادة تؤشر تضاعف الكلمات، تضاعف الترقيم وبعض أخطاء رسملة الاحرف وغيرها من الاخطاء الميكانيكية البسيطة.
المدقق النحوي الحقيقي هو أكثر تعقيدا. فبينما لغة برمجة الكمبيوتر قد تكون محددةً جداً بتعابيرها ونحوها، لا ينطبق هذا الأمر على اللغات الطبيعية. على الرغم من أنه من الممكن كتابة قواعد كاملة  بعض الشيء للنحو الرسمي للغة الطبيعية، فإنه عادة ما يكون هناك الكثير من الاستثناءات في الاستخدام الحقيقي فلا يقدم النحو الرسمي سوى الحد الأدنى من المساعدة في الكتابة للمدقق النحوي.
واحد من أهم أجزاء المدقق النحوي للغات الطبيعية هو قاموس كل الكلمات في اللغة، جنبا إلى جنب مع أجزاء الكلام من كل كلمة. حقيقة أن الكلمات الطبيعية يمكن أن تأخذ العديد الأجزاء المختلفة من الكلام تزيد من تعقيد أي مدقق نحوي.
على المدقق النحوي أن يجد كل جملة في النص، وأن يبحث عن كل كلمة في القاموس، ثم أن يقوم بتحليل الجملة إلى شكل يطابق قواعد اللغة. باستخدام مختلف القواعد، البرنامج بعدها يمكنه الكشف عن الأخطاء المختلفة، الأعداد، ترتيب الكلمات، وهكذا.
ومن الممكن أيضا للكشف عن بعض إشكاليات الاسلوب في النص.
العناصر البرمجية المطلوبة للمدقق النحوي ترتبط ارتباطا وثيقا ببعض قضايا البرمجة والتطوير والتي تحتاج إلى تعريفها من أجل برامج التعرف على الصوت. في التعرف على الصوت، التحليل يمكن استخدامه للمساعدة في التنبؤ حول الكلمة الأكثر احتمالية أن تكون صحيحة على أساس جزء من كلمة وموقع الكلمة في الجملة. في التدقيق النحوي، التحليل يتم الكشف عن الكلمات التي تفشل في اتباع القواعد السليمة.
مؤخرا،  ركزت الأبحاث على تطوير الخوارزميات القادرة على تمييز الاخطاء النحوي بناء على سياق الكلمات المحيطة بها. المدقق النحوي القائم على سياق الكلمات يظهر في Microsoft Office 2010, Microsoft Office 2007, Google Wave, Ghotit ،  Grammarly, SpellCheckPlus.com, GrammarCheck.net VirtualWritingTutor.comو WhiteSmoke .

## التدقيق النحوي للغة العربية
معظم الأبحاث حول معالجة اللغة الطبيعية العربية موجهة لمرحلة التحليل الصرفي النحوي من دون الانتباه إلى مشكلة التدقيق النحوي، لذا قلما نجد أدوات للتدقيق النحوي الآلية للغة العربية سوى تدقيق بعض الجمل البسيطة في برنامج مايكروسوفت وورد بدءا من عام 2003 م، ومعظم تلك التدقيقات تكون لإزالة العلامات الزائدة كالمسافات أو الفاصلة وعلامات الاستفهام.

## انتقادات
المدقق النحوي يعد نوعاً من الأدوات المساعدة لكتابة اللغة الاجنبية التي يستطيع غير الناطقين باللغة أن يدققوا كتاباتهم فيها،  لتحديد الأخطاء النحوية. ومع ذلك، كما هو الحال مع غيرها من برامجيات المساعدة على الكتابة،  فإن المدققات النحوية تنتقد عندما تفشل في عدد من الأخطاء أو أن تؤشر النص الصحيح على أنه خاطئ. اللغوي  جيفري K. Pullum زعم أن المدققات النحوية عامة تؤدي إلى أضرار أكثر من الفوائد: «في أغلب الاحيان، تقبل النصيحة من المدقق النحوي في الحاسوب سوف يجعل النص أسوأ بكثير، وفي بعض الأحيان يجعله غير متماسك إلى حد كبير.»